# Himantozoumella amaltheae
Himantozoumella amaltheae is een mosdiertjessoort uit de familie van de Bugulidae. De wetenschappelijke naam van de soort is voor het eerst geldig gepubliceerd in 1984 door d'Hondt & Schopf.